# Equatore (commedia)
Equatore è una commedia in tre atti di Alessandro De Stefani, da cui è stato tratto un film dallo stesso titolo nel 1939. 
Fu un pezzo forte delle compagnie filodrammatiche fino agli anni 1960.

## Trama
La commedia è ambientata in una località africana dove una piccola comunità di bianchi vive oziosamente mentre è in atto lo sfruttamento di una cava. L'arrivo fortuito di un aviatore spregiudicato, che atterra per un guasto al motore, sconvolge il pigro andamento delle giornate dei residenti e le loro fruste relazioni interpersonali. L'aviatore è anche un disonesto, ma si redime alla fine, restituisce il maltolto, e riprende l'aria con una compagna e con una visione più ottimistica del futuro.